# خواكين إدواردز بيلو
خواكين إدواردز بيلو (بالإسبانية: Joaquín Edwards Bello)‏ هو صحفي وكاتب تشيلي، ولد في 1887 في فالبارايسو في تشيلي، وتوفي في 1968 في سانتياغو في تشيلي.